# Un trio tragique
Un trio tragique — When Rogues Fall Out, dans l'édition originale britannique et Dr Thorndyke's Discovery, dans l'édition originale américaine —  est un roman policier britannique de Richard Austin Freeman publié en 1932. C'est le 14e roman de la série mettant en scène le Dr John Thorndyke.

## Résumé
Didbury Toke, un collectionneur d'objets d'art, noue fortuitement des liens avec un couple de délinquants receleurs et cambrioleurs. Il accepte de travailler avec eux, donnant lieu ainsi à un trio de malfaiteurs. Un jour, son avocat s'adresse au docteur Thorndyke et le prie de mener des recherches pour retrouver Mr. Toke, disparu après être parti pour un séjour à l'étranger duquel il n'est jamais revenu. 
Sur les entrefaites, Thorndyke doit enquêter sur le mystérieux meurtre de l'inspecteur de police Badger : son cadavre a été retrouvé dans un tunnel ferroviaire. En apparence, il serait tombé d'un train en marche. Le docteur découvre que Badger a été en fait empoisonné avant d'être jeté sur la voie par la porte du compartiment. La police soupçonne du meurtre un évadé de la prison de Maidstone, mais Thorndyke ne partage pas cet avis. D'ailleurs, en menant ses investigations dans la maison de Mr. Toke, il met en lumière certains indices qui lui font voir que les deux affaires dont il s'occupe n'en font peut-être bien qu'une seule et même.

## Éditions
Éditions originales en anglais
- (en) Richard Austin Freeman, When Rogues Fall Out, Londres, Hodder and Stoughton, 1932 (OCLC 560420879)
- (en) Richard Austin Freeman, Dr Thorndyke's Discovery, New York, Dodd Mead, 1932.

Éditions françaises
- (fr) Richard Austin Freeman (auteur) et Pierre Aizier (traducteur), Un trio tragique [« When Rogues Fall Out »], Paris, Nouvelle Revue Critique, coll. « L'Empreinte no 38 », 1934, 253 p. (BNF 31704843)
- (fr) Richard Austin Freeman (auteur) et Pierre Aizier (traducteur) (trad. de l'anglais), Un trio tragique [« When Rogues Fall Out »], Paris, Librairie des Champs-Élysées, coll. « Le Masque. Les Maîtres du roman policier no 2354 », 1997, 254 p. (ISBN 2-7024-2828-2, BNF 36195989)

## Source
- John M. Reilly, Twentieth Century Crime and Mystery Writers, 2e édition, New York, St. Martin’s Press, 1985.